# 다닐로 로마노비치

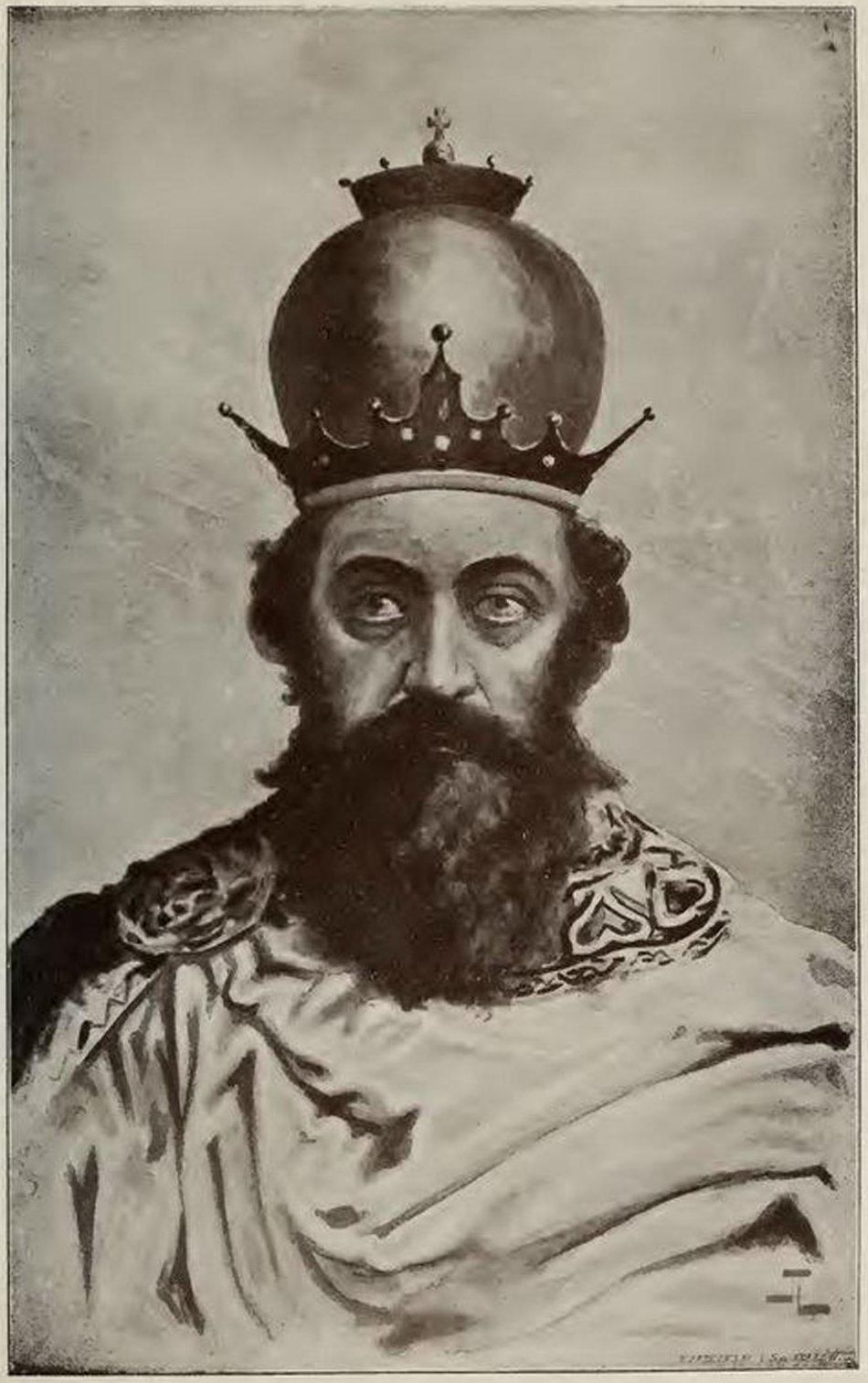
다닐로 로마노비치

다닐로 로마노비치(러시아어: Данило Романович, 1201년 ~ 1264년)는 키예프 루스의 대공(재위: 1240년 ~ 1264년)이다. 류리크 왕조 출신이다. 할리치의 다닐로(우크라이나어: Данило Галицький 다닐로 할리츠키[*])라는 별칭으로 부르기도 한다.

## 생애
로만 므스티슬라비치 대공의 아들로 태어났다. 그의 어머니는 비잔티움 제국 공주 안나 에우포로시네 앙겔리나(Анна, 이사키오스 2세 앙겔로스의 딸)이다.
1205년 자신의 아버지였던 로만 므스티슬라비치 대공이 사망하면서 갈리치아-볼히니아 공국의 공작으로 즉위했지만 귀족들의 음모로 인해 공국에서 쫓겨나고 만다. 그렇지만 귀족들이 장악하고 있던 갈리치아와 볼히니아를 탈환했고 1238년에는 튜턴 기사단을 물리쳤다.
1240년 몽골 제국 군대가 키예프를 정복하면서 키예프 대공국은 멸망하고 만다. 1246년에는 바투 칸이 키예프 대공국을 몽골 제국의 식민지로 삼았다. 다닐로 로마노비치는 폴란드, 헝가리 등 유럽 각국에 군사 지원을 요청하는 한편 인노첸시오 4세 교황에게는 십자군을 결성해 줄 것을 요청했다.
1253년 갈리치아-볼히니아의 대공으로 임명된 다닐로 로마노비치는 몽골 제국을 상대로 독립 전쟁을 벌였다. 처음에는 몇몇 전투에서 승리를 기록했지만 1259년 몽골 제국 군대에게 항복하고 만다.